# Polopoly
Polopoly är ett svenskutvecklat webbpubliceringsverktyg som ursprungligen skapades för tidningsbranschen. Polopoly AB såldes år 2008 till engelska Atex.
Polopoly har använts av flera stora svenska webbplatser som exempelvis IDG¸ Stockholms universitet, KTH, Mälardalens högskola, GP, Folksam och HSB., DN, SVT, TV4, SJ och SBAB.